# オグデン・フィップス
オグデン・フィップス（Ogden Phipps、1908年11月26日 - 2002年4月21日）はアメリカ合衆国のコートテニスプレイヤー、馬主・オーナーブリーダー。

## 生涯
ヘンリー・カーネギー・フィップスとグラディス・リビングストン・ミルズ・フィップスの子としてニューヨーク州ニューヨークに生まれ、母の弟であるオグデン・リビングストン・ミルズの名からオグデン･フィップスと名付けられた。ハーバード大学で学び、コートテニスの選手としてアメリカ選手権で7回、イギリス選手権で1回優勝し2001年には国際コートテニス殿堂入りを果たした。第二次世界大戦時はアメリカ海軍に勤め、戦後は証券会社を経営した。フィップスは18世紀のイギリス・フランスのインテリア、クロード・モネやジョン・シンガー・サージェントの美術品を収集していた。フィップスの温室には世界中からランが集められていた。2002年にフロリダ州ウェストパームビーチで死亡した。

### 馬主
1926年に母グラディスが弟のオグデンと共にホイートリーステーブルを作ったことをきっかけとしてフィップスも1932年から競馬に携わるようになる。第二次世界大戦後にエドワード・ライリー・ブラッドリー大佐が死亡した際、彼の所有する馬を購入しクレイボーンファームで生産・育成を行った。1959年、ニューヨーク競馬協会（NYRA）の創立に貢献し80歳になる1988年まで理事を務め、引退後は名誉理事となった。また、アメリカジョッキークラブの会長としても20年間就任していた。
生産・所有馬は9頭がエクリプス賞を受賞した。フィップス自身は1988年にエクリプス賞最優秀生産者・最優秀馬主を同時受賞し、2002年にエクリプス賞功労賞を受賞した。ベルモントパーク競馬場で行われていたヘムステッドハンデキャップはオグデンフィップスハンデキャップに改称された。

### 家族
1937年にリリアン・ボストウィックと結婚した。リリアンの弟は障害騎手として殿堂入りをしているジョージ・ボストウィック（George Herbert "Pete" Bostwick）である。リリアンは障害馬の馬主として2頭の殿堂馬（Neji、Oedipus）を所有し8回アメリカグランドナショナルを制している。フィップスの妹バーバラ・フィップス・ジェニーは馬主としてラフィアンを所有していた。
リリアンとの間には3人の子供が生まれ、フィップスの死後はオグデン・ミルズ・フィップスが中心となり馬主業を継いだ。シンシア・フィップスとロバート・リー・フィップスも競馬にかかわっている。

## 主な所有馬・生産馬
クラシック、ブリーダーズカップ勝利馬と殿堂馬のみ記載。
- Buckpasser／バックパサー - アメリカ殿堂馬、トラヴァーズステークスなど
- Dancing Spree／ダンシングスプリー - ブリーダーズカップ・スプリントなど
- Easy Goer／イージーゴア - アメリカ殿堂馬、ベルモントステークスなど
- My Flag／マイフラッグ - ブリーダーズカップ・ジュヴェナイルフィリーズなど
- Personal Ensign／パーソナルエンスン - アメリカ殿堂馬、ブリーダーズカップ・ディスタフなど
- Quick as Lightning／クイックアズライトニング - 1000ギニーなど

その他、種牡馬として成功したアジュディケーティングやシーキングザゴールド、繁殖牝馬として成功したイントリーギングもフィップスの生産･所有馬である。